# Stijn Streuvels
Stijn Streuvels, pseudoniem voor Franciscus Petrus Marie (Frank) Lateur (Heule, 3 oktober 1871 – Ingooigem, 15 augustus 1969) was een Vlaams schrijver.

## Situering
Streuvels geldt als een van de belangrijkste vernieuwers uit de Nederlandstalige letteren. In een hoogst creatieve en originele taal, die zijn werk vandaag voor sommigen moeilijk toegankelijk maakt, schreef Streuvels naturalistische novellen die verwantschap vertonen met het werk van Émile Zola en de grote Russische auteurs van zijn tijd (met name Tolstoj).
Uit het archief met nominaties voor de Nobelprijs voor de Literatuur bij de Zweedse Academie blijkt dat Streuvels van 1937 tot en met 1957 dertien keer genomineerd is voor de Nobelprijs. Ook in 1965 en 1969 werd hij volgens het Nobelprijsarchief genomineerd.
Schoolverlater op veertienjarige leeftijd, en van dan af in de leer als bakkersgast, werd en bleef Streuvels een meertalige autodidact die Frans en Duits las, schreef en sprak, en ook Deens en Noors las. Hij las Lev Tolstoj in Duitse vertalingen.
Literatuurkenners zijn het erover eens dat de visionaire sterkte van zijn werk, de onverbiddelijke erkenning van de werkelijkheid, zonder moraliserende commentaar (Albert Westerlinck), de scheppende taalkracht van zijn proza en de universaliteit van de behandelde thema’s, zijn werk hebben opgetild boven het particularisme en de streekliteratuur.

## Levensloop
Volgens de geboorteakte nr. 193 van 4 oktober 1871 van de gemeente Heule werd hij op 3 oktober 1871 geboren als derde kind van Kamiel Lateur (1841-1897) en Marie-Louise Gezelle (1834-1909), een jongere zus van priester-dichter Guido Gezelle. Vader Lateur was kleermaker en een zwijgzaam man, in tegenstelling tot zijn vrouw die graag en boeiend sprak en vertelde. Nadat Stijn Streuvels school had gelopen bij de zusters in de plaatselijke school, stuurden zijn ouders hem in 1883 naar het St.-Jan-Berchmanspensionaat in Avelgem, waar zijn letterkundige begaafdheid voor het eerst tot uiting kwam.

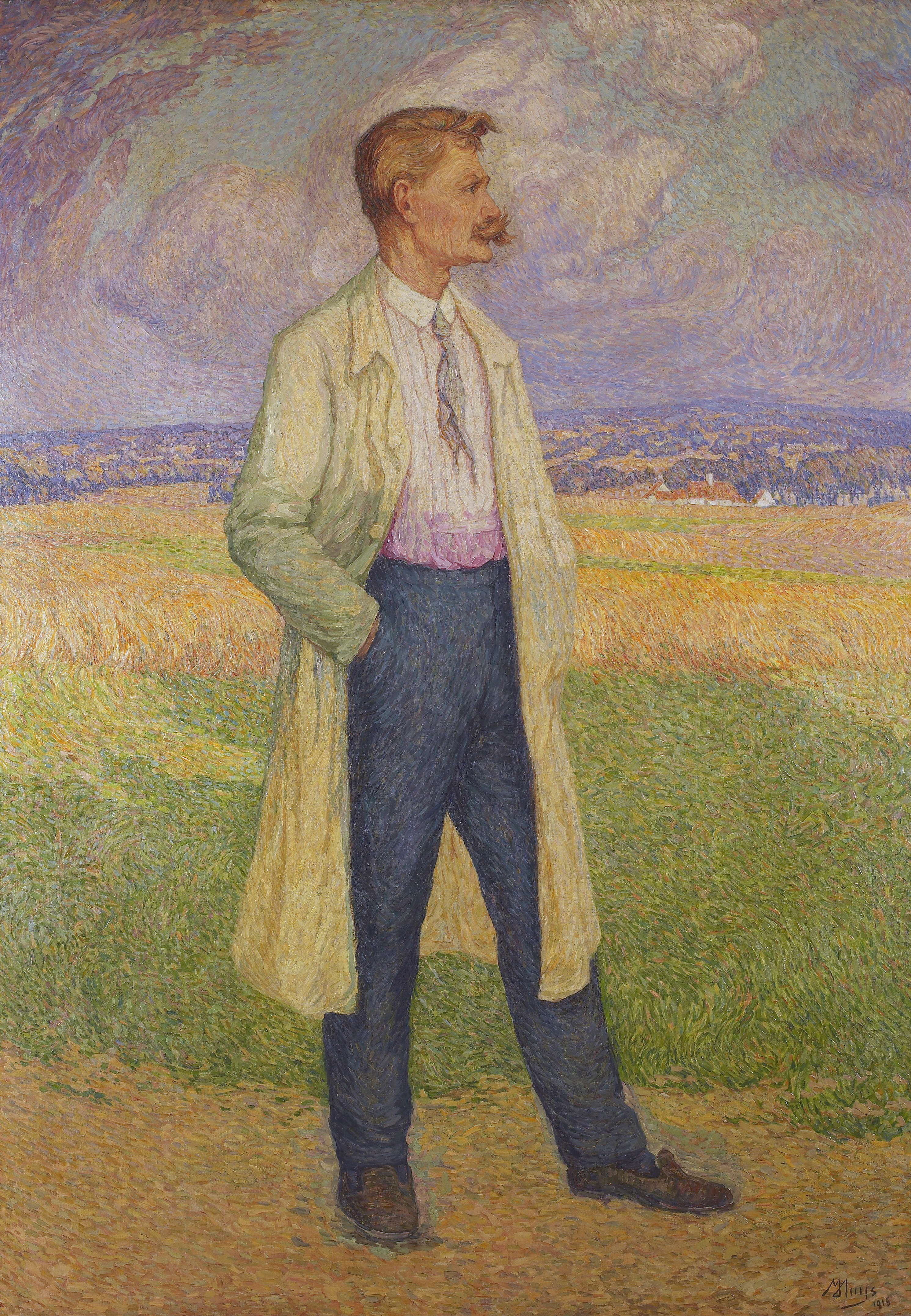
Stijn Streuvels (Modest Huys,1915)

Van 1886 tot 1887 leerde hij de bakkersstiel in Avelgem, Kortrijk en Heule. In mei 1887 namen Streuvels’ ouders te Avelgem de bakkerij van Kamiel Lateurs ongehuwde broers over en verhuisde heel het gezin naar deze gemeente aan de Schelde. Van 1887 tot 1905, op de 20 maanden na (1889-1891) die hij in Brugge doorbracht om zich in het bakkersvak te bekwamen, bleef Streuvels in Avelgem bakken en schrijven.
Zijn eerste schetsen en gedichten verschenen in 1895 in De Jonge Vlaming en in Vlaamsch en Vrij. De volgende jaren namen ook de voornaamste tijdschriften, zoals Van Nu en Straks, bijdragen op van zijn hand. In 1899 verscheen zijn eerste verhalenbundel Lenteleven. Veertig jaar lang publiceerde Streuvels ieder jaar minstens één werk. Onder de meest bekende bevinden zich De vlaschaard (1907), Het leven en de dood in de ast (1926), De teleurgang van de Waterhoek (1927) en Alma met de vlassen haren (1931).
Op 19 september 1905 huwde hij met Alida Staelens (1879-1975) en ging hij in Ingooigem in zijn pasgebouwde huis Het Lijsternest wonen, waar hij voortaan van zijn pen zou leven. Zij kregen vier kinderen: Paulsa (1906), Paul (1909), Dina (1916) en Isa (1922). De dichtster Jo Gisekin is een kleindochter van Streuvels.
De schrijver sprak Frans, Duits en Noors, maar geen Russisch. Hij vertaalde echter de werken van Tolstoj en andere Russische schrijvers met behulp van Duitse vertalingen. De werken van Streuvels werden in de eerste helft van de jaren twintig in het Duits vertaald. De nationaalsocialisten wilden de werken van de schrijver gebruiken voor hun eigen propagandadoeleinden. In 1935-1936 ontving hij in Duitsland de Rembrandtprijs voor zijn diensten aan het ‘Nederlands-Nederduitse volk’.
In 1941 stopte Streuvels met een reeks lezingen die door de Duitse propaganda in het Reich waren georganiseerd. Toen de Universiteit van Münster hem in 1941 een eredoctoraat toekende, weigerde hij de delegatie te ontvangen die het certificaat kwam overhandigen. Na de nederlaag van nazi-Duitsland in 1945 werd Streuvels niet vervolgd en ontving hij in België vele onderscheidingen.  Hij werd eredoctor van de Katholieke Universiteit Leuven en van de Universiteit van Pretoria.
In zijn laatste periode hield hij zich voornamelijk bezig met het schrijven van memoires.
Hij heeft ruim 60 jaar in het Lijsternest gewoond en overleed er op 15 augustus 1969 op 97-jarige leeftijd. Op zijn begrafenis met de wijtewagen, op de 21e daaropvolgend, waren zowat 7.000 mensen aanwezig. Overeenkomstig zijn testament heeft de familie het Lijsternest en het interieur integraal bewaard en ingericht als museum.

## Onderscheidingen

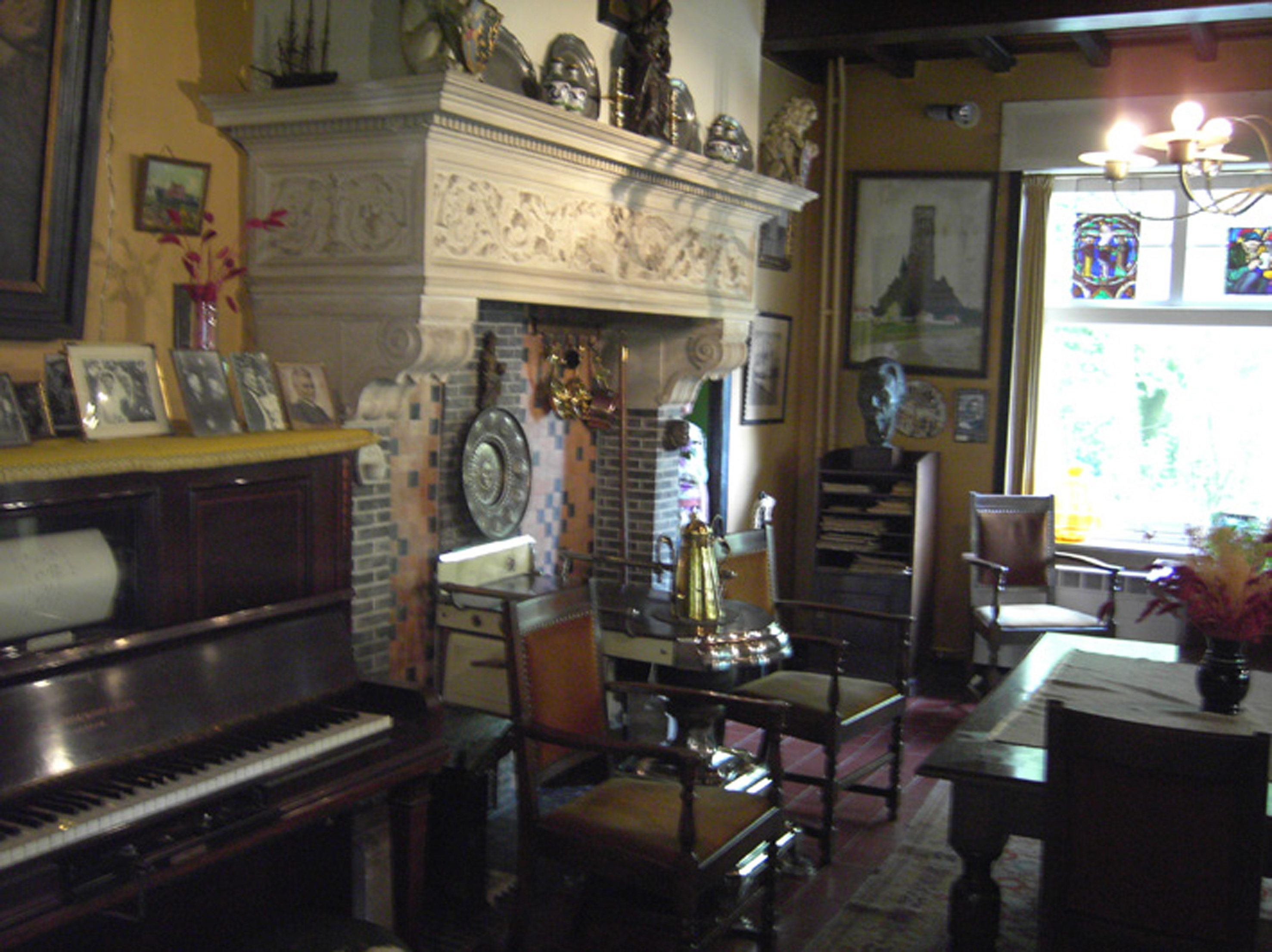
De woonkamer in het ‘Lijsternest’

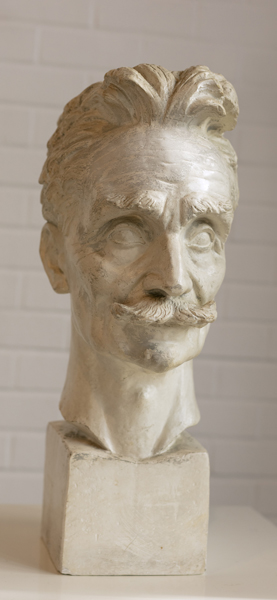
Museum van Deinze en de Leiestreek/Mudel, Deinze, Oost-Vlaanderen, België. Buste van Stijn Streuvels van Gaston Martens (1883-1967), gips, sd, collectie van de Gemeente Zulte

- Vijfjaarlijkse staatsprijs voor Letterkunde (1905, 1910, 1935)
- Lid van de Koninklijke Vlaamse Academie voor Taal- en Letterkunde (briefwisselend lid in 1907, werkend lid in 1911)
- Ridder in de Leopoldsorde (1907)
- Officier in de Leopoldsorde (1925)
- Driejaarlijkse Staatsprijs voor verhalend proza (1927)
- Commandeur in de Kroonorde (1929)
- Commandeur in de Leopoldsorde (1935)
- Rembrandtprijs, Hamburg (1936) (de auteur bleef bij de uitreiking uitdrukkelijk afwezig)
- Grootofficier in de Orde van Oranje-Nassau (1937)
- Grootofficier in de Kroonorde (1947)
- Grootofficier in de Leopoldsorde (1949)
- Prijs Scriptores Catholici (1950)
- Grootkruis in de Leopoldsorde (1951)
- Grootkruis in de Kroonorde (1953)
- Ridder in de Orde van de Heilige Gregorius de Grote (1955)
- Ereburger van de stad Kortrijk (1959)
- Prijs van de Vlaamse provincies (1959)
- Huldiging door de stad Antwerpen in het Archief en Museum van het Vlaams Cultuurleven (1961)
- Grootlint in de Leopoldsorde (1961)
- Prijs der Nederlandse Letteren voor zijn gehele oeuvre (1962)
- Prijs Arthur Merghelynck van de Vlaamse Academie (1964)

Streuvels werd doctor honoris causa aan de universiteiten van Leuven (1937), Münster (1941, weer bleef de auteur uitdrukkelijk afwezig op de uitreiking) en Pretoria (1964, ook weer in afwezigheid van de auteur). De planetoïde 12481 Streuvels is naar hem vernoemd.

## Boekencollectie en archief
In de Erfgoedbibliotheek Hendrik Conscience bevindt zich de grootste collectie boeken van Stijn Streuvels. Deze collectie van 1.339 boeken werd verzameld door Streuvelsexpert Paul Thiers en illustreert het literaire netwerk van de auteur alsook zijn relatie met de beeldende kunst. Ze bevat eerste drukken, zeldzame edities, bijzondere boekbanden en opdrachtexemplaren. Het Erfgoedfonds van de Koning Boudewijnstichting verwierf de collectie en bracht ze onder in de Erfgoedbibliotheek waar ze verder gevaloriseerd wordt en raadpleegbaar is voor onderzoek.
Het archief van Stijn Streuvels bevindt zich in het Letterenhuis.

## Publicaties

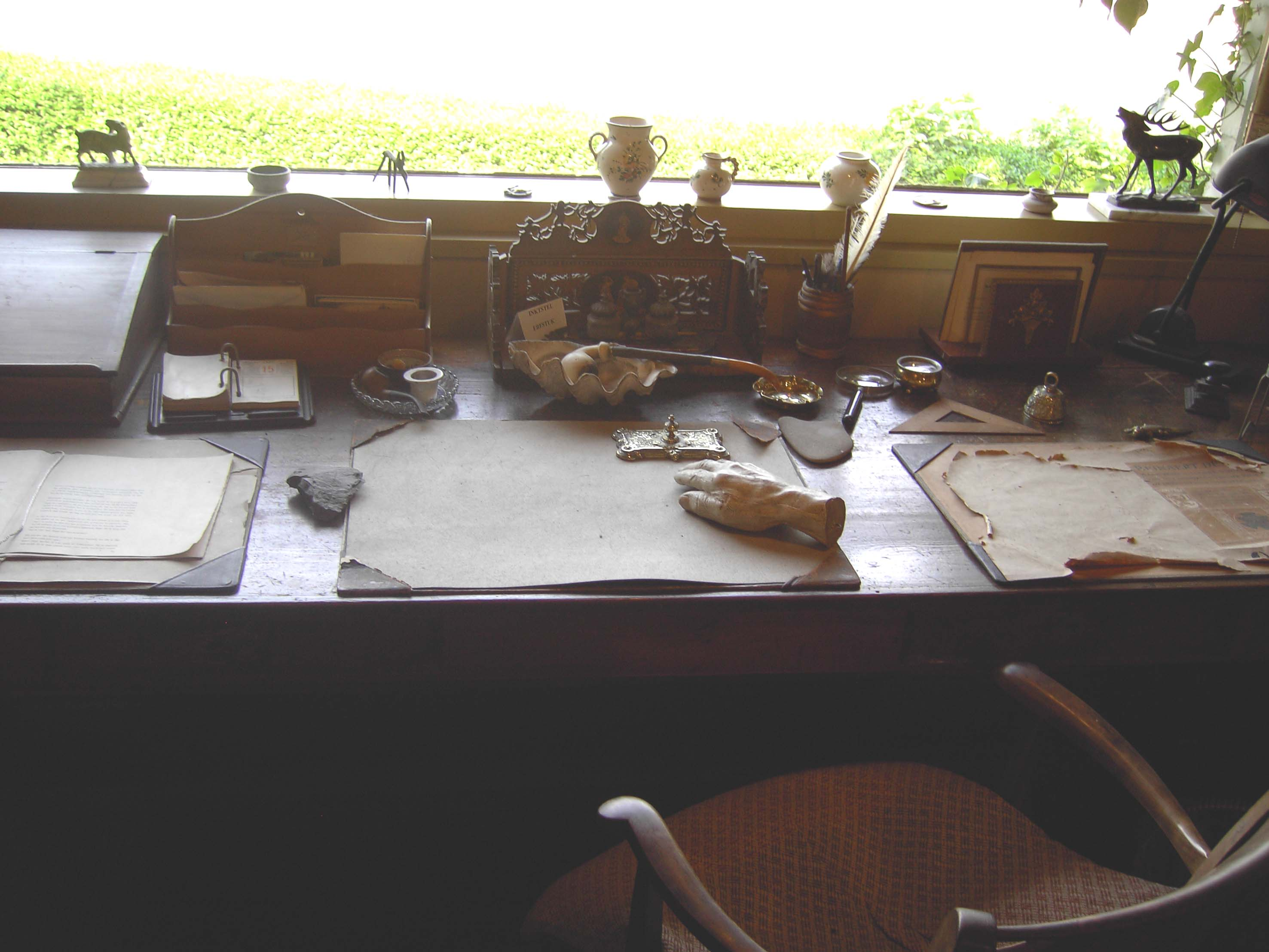
De schrijftafel van Stijn Streuvels in het ‘Lijsternest’

- Lenteleven[a] (1899) (omvattend: De witte zandweg - In den voorwinter - Kerstavond - Slenteren - Op den dool - Van ongroei - Lente - In de vlage - Een pijpe of geen pijpe - ’s Zondags - Een ongeluk - Wit leven - Het einde)
- Zomerland[b] (1900) (omvattend: Groeikracht - Zomerland - Meimorgen - Het woud)
- Zonnetij[c] (1900) (omvattend: De oogst - In ’t water - Zomerzondag - Avondrust)
- Doodendans[d] (1901) (omvattend: Doodendans - Jongenstijd [in latere drukken: Kindertijd] - In de wijde wereld - Een speeldag - In de weide - Noorsche liederen - Honden - Doodendans)
- De oogst[e] (1901) [uit “Zonnetij”]
- Langs de wegen[f] (1902)
- Dagen[g] (1902) (omvattend: De kalfkoe - Naar buiten - Sint-Jan - Sint-Josef - Vrede - Verovering)
- Minnehandel. Dat is het abele verloop der vrije jongenschap met al de landelijke leute van 't lustige jonge leven[h][i] (1903) (omvattend: Joel - Maagdekensminne - Het zomerlief - De wondertijd - Het levensbedrijf - In de wonnegaarde)
- Soldatenbloed, Een dramatisch bedrijf (1904) [toneelstuk]
- Dorpsgeheimen I[j] (1904) (omvattend: De lawine - Bertken en de moordenaars alle twaalf [vanaf de tweede druk vervangen door: Een beroerde maandag] - Jantje Verdure [afzonderlijk uitgegeven in 1943])
- Dorpsgeheimen II[k] (1904) (omvattend: Kinderzieltje - Martje Maertens en de misdadige grafmaker - Op het kasteel)
- Duimpjesbundel[l] (1905)
- Openlucht[m] (1905) (omvattend: Zonder dak - Grootmoederken [ook apart uitgegeven in hetzelfde jaar] - Een nieuw hoedje - Het duivelstuig - Jeugd)
- Stille avonden[n] (1905) (omvattend: Een lustige begraving - Horieneke - Zomerdagen op het vlakke land - Zonneblommen - Ingoyghem)
- Grootmoederken. Een St. Nicolaasschets[o] (1905). Jeugdboek
- Bloemlezing uit de werken van Stijn Streuvels[p] (1906). Samengest. door Johanna Aleida Nijland
- Het uitzicht der dingen[q] (1906) (omvattend: De kwade dagen - De veeprijskamp - De ommegang)
- Reinaert de Vos. Naar de handschriften van het middeleeuwsche epos herwrocht[r] (1907)
- De vlaschaard[s] (1907)
- Tieghem: het Vlaamse lustoord (1908)
- Najaar I[t] (1909) (omvattend: Najaar - De blijde dag) [“Najaar” werd later opgenomen in Najaar II; vanaf dan werd Najaar I “De blijde dag”]
- Najaar II[u] (1909) (omvattend: De bomen - Jacht - De aanslag) [na opname van “Najaar” werd Najaar II “Najaar”]
- Het duivelstuig. Jeugd (1909)
- Reinaert de Vos voor de Vierschaar van Koning Nobel de leeuw. Een nuttig en vermakelyk verhaal voor groote en kleine kinderen.[v] (1909)
- Reinaert de Vos (1910) [verkorte versie van de uitgave uit 1907]
- De blijde dag. Vroeger Najaar I[w] (1910)
- Clemens Brentanos vertelsel van Gokkel en Hinkel (1910). Vertaling uit het Duitsch van Gockel, Hinkel und Gackeleia
- De Mourlons : roman uit het Walenland (1910). Vertaling uit het Frans van Les Mourlons van Ferdinand Bouché
- Kleine verhalen (1910). Uit het Noorsch vertaald naar Bjørnstjerne Bjørnson. Omslagtitel: Kleine verhalen naar Björnson
- Het kerstekind[x] (1911)
- Over vrouwe Courtmans[y] (1911) [tekst van een lezing]
- Het glorierijke licht[z] (1912)
- Morgenstond[aa] (1912)
- De werkman (1913) [later opgenomen in “Werkmenschen”]
- De landsche woning in Vlaanderen[ab] (1913) [later bewerkt en opgenomen in “Land en leven in Vlaanderen”]
- Een beroerde maandag[ac] (1913) (omvattend: Een beroerde maandag (later opgenomen in "Dorpsgeheimen I") - De lawine [uit "Dorpsgeheimen I"])
- Dorpslucht[ad][ae] (1914) [In 1948 in verkorte versie verschenen als “Beroering over het dorp”]
- Gevoel en leven (1914). Dl. [1]: Jeugd. Godsdienst, zeden en gewoonten; Portretten en karakters[af]; Dl. [2]: Huisgezin, leven en dood[ag]
- Natuur[ah] (1914). (Bevat: Natuur en jaargetijden ; Uit de dierenwereld ; Aanhangsel)
- Mijn rijwiel (1915) (omvattend: Mijn rijwiel - Hoe men schrijver wordt)
- In oorlogstijd (1915-1916) ([1]: Augustus 1914. [2]: September 1914. [3]: October 1914. [4]: November 1914. [5]: December 1914, I. [6]: December 1914-slot)
- De aanslag (1917) [uit “Najaar II”]
- Charles de Coster's Vlaamsche vertelsels[ai] (1917). Uit het Fransch in het Vlaamsch overgezet van Les Légendes flamandes (1861)
- Sint-Jan (1919) [uit “Dagen”]
- De bomen (1919) [uit “Najaar II”]
- Een vroolijke knaap (1919). Vertaling uit het Noors van En glad gut van Björnstjerne Björnson
- De schoone en stichtelijke historie van Genoveva van Brabant[aj]
- Genoveva van Brabant[ak][al] (Deel I: 1919, Deel II: 1920)
- Reinaert de Vos (1921)
- De blijde dag (1921) [uit “Najaar I”]
- De schone en stichtende historie van Genoveva van Brabant (1921) [kortere versie van het werk uit 1919]
- Prutske[am] (1922)
- Grootmoedertje (1922) [toneelversie van “Grootmoederken” uit “Open lucht”]
- Vertelsels van 't jaar nul, ten tijde dat de uilen praken[an] (1922) [kinderverhalen, sprookjes van Jean de La Fontaine.]
- Land en leven in Vlaanderen[ao] (1923) (omvattend: Het uitzicht - De landsche dorpen - De landsche woningen - De landsche bevolking - Dertig jaar later)
- Herinneringen uit het verleden[ap] (1924) (omvattend: Onze streek - Damme - Veurne-Ambacht - Volkslectuur [= bewerkte en uitgebreide versie van “Over vrouwe Courtmans”] - Schoonheid - De schoonste deugd - Kinderlectuur - Mijn schooltijd - Het lied van den weemoed - Mijn loopbaan op de planken - Voor den oorlog - Mijn fiets in oorlogstijd - Na den oorlog - Na vijf en twintig jaren)
- Tristan en Isolde[aq] (1924) Naar het oude volksboek herschreven
- Vader en dochter. Tolstoi's briefwisseling met zijne dochter Marie[ar] (1925). Vertaald uit het Russisch
- Op de Vlaamsche binnenwateren[as] (1925) (omvattend: ’t Haantje - Dinsdag - Woensdag - Donderdag - Vrijdag - Zaterdag - Zondag)
- Waarom ik Vlaanderen liefheb (1925). Vertaling van Pourquoi j'aime la Flandre van Georges Blachon
- Werkmenschen[at] (1926) (omvattend: De werkman [ook afzonderlijk verschenen in 1913] - Kerstmis in niemandsland - Het leven en den dood in den ast)
- De teleurgang van de waterhoek[au] (1927)[noot 1]
- De Drie Koningen aan de kust (1927)
- Levenswijsheid uit China, drie Chineesche novellen (1928). Vert. van: Chinesische Meisternovellen aus dem chinesischen Urtext übertragen von Franz Kuhn. Fragment uit de door Cai Yuanfang verzorgde uitgave van Feng Menglongs historische roman Xiùxiàng Dōng Zhōu lièguó zhì en twee verhalen uit de Jīn gǔ qíguān. (Bevat: De vrouw die niet lachen wou. De geheimzinnige beeltenis. De dochter van den bedelaarskoning)
- Kerstwake[av] (1929)
- Het bruidslied van Björnstjerne Björnson[aw] (1930). Vertaling uit het Noorsch van: Brudeslåtten
- De oude wiking (1931)
- Alma met de vlassen haren[ax] (1931)
- Dr. Lauwers schriften (1931) [tekst van een lezing]
- IJslandsche godensagen (1933)
- De rampzalige kaproen (Een middeleeuwse boerenroman) (1933)
- Sagen uit het hooge noorden[ay] (1934)
- Proza (1934) (omvattend: Lente [uit "Lenteleven] - De veeprijskamp [uit "Het uitzicht der dingen"] - Het glorierijke licht)
- Prutske’s vertelselboek[az] (1935)
- Levensbloesem[ba] (1937)
- De vreemde verteller. Kerstverhaal bestemd voor:.[bb] Kerstverhaal (1938) [= "Kerstwake" uit 1929]
- Stijn Streuvels’ werken (1938)
  - Deel I: Minnehandel - Langs de wegen - Het leven en de dood in de ast[bc]
  - Deel II: De vlaschaard - Prutske - Kinderzieltje - Kerstwake
- Kerstvertellingen[bd] (1939) (omvattend: Grootmoederken - Kerstmis in Niemandsland - Kerstvertelsel - Drie Koningen aan de kust - Kerstwake)
- De terechtstelling van een onschuldige (1940)
- Een gang door het jaar[be] (1941) [Oorspronkelijke titel der Belgische uitgave: De maanden]
- Heule[bf] (1942)
- Smedje Smee[bg] (1942). Vertaald uit het Frans van Charles de Coster
- Jantje Verdure[bh] (1943) [uit “Dorpsgeheimen I”]
- Het leven en de dood in den ast (1944) [uit “Werkmenschen”]
- Jeugd (1946) [uit “Open lucht”]
- Avelghem[bi] (1946). Vervolg op Heule, 1942
- Beroering over het dorp[bj] (1948) [= “Dorpslucht” uit 1914]
- Ingooigem (Deel I, 1904-1914) (1951)
- Verzamelde Werken (1948)
  - Deel I: Lente [uit "Lenteleven"] - Minnehandel - Werkmenschen
  - Deel II: De vlaschaard - Prutske - Het duivelstuig [uit "Openlucht"]
- Volledige Werken
  - Deel I (1950) (omvattend: Lenteleven - Zomerland - Zonnetij)
  - Deel II (1950) (omvattend: (Doodendans - Dagen - Openlucht)
  - Deel III (1951) (omvattend: Dorpsgeheimen I en II - Najaar)
  - Deel IV (1951) (omvattend: Langs de wegen - Het uitzicht der dingen - Het glorierijke licht)
  - Deel V (1952) (omvattend: Minnehandel - Stille avonden)
  - Deel VI (1953) (omvattend: De vlaschaard - De maanden)
  - Deel VII (1953) (omvattend: De blijde dag - Morgenstond - Prutske)
  - Deel VIII (1952) (omvattend: Genoveva van Brabant I en II)
  - Deel IX (1954) (omvattend: Herinneringen - Land en leven in Vlaanderen)
  - Deel X (1954) (omvattend: Kerstvertellingen - Werkmenschen)
  - Deel XI (1955) (omvattend: Alma met de vlassen haren - Levensbloesem)
  - Deel XII (1955) (omvattend: De teleurgang van de Waterhoek - Beroering over het dorp)
- Reinaert de Vos (1956) [= versie uit 1907]
- Ingooigem (Deel II, 1914-1940) (1957)
- Kroniek van de familie Gezelle (1960)
- Verhalen (1962) (omvattend: Een speeldag [uit "Doodendans"] - Kinderzieltje [uit "Dorpsgeheimen II"] - Lente [uit "Lenteleven"] - In ’t water [uit "Zonnetij"] - Het einde [uit "Lenteleven"] - Avondrust [uit "Zonnetij")
- Stijn Streuvels (1962) (omvattend: Het uitzicht der dingen - Het glorierijke licht)
- Hugo Verriest (1964) [enkel de inleiding is geschreven door Streuvels]
- In levende lijve (1966) [Bloemlezing - met bewerking van sommige teksten - uit “Heule”, “Avelghem”; “Ingooigem I en II”, “Kroniek van de familie Gezelle”, “Herinneringen uit het verleden”]
- In den voorwinter (1970) [uit “Lenteleven”]
- Het zinnespel van droom en dood (1971) [toneelversie van “Het leven en de dood in den ast”]
- Volledig Werk
  - Deel I (1971) (omvattend: Lenteleven - Zomerland - Zonnetij - Dodendans - Langs de wegen - Dagen - Minnehandel - Dorpsgeheimen I en II - Soldatenbloed)
  - Deel II (1972) (omvattend: Openlucht - Stille avonden - Het uitzicht der dingen - De vlaschaard - Tieghem - De blijde dag - Najaar - Het glorierijke licht - Morgenstond - In oorlogstijd - Herinneringen)
  - Deel III (1972) (omvattend: Prutske - Land en leven in Vlaanderen - Op de Vlaamse binnenwateren - Werkmensen - De teleurgang van de Waterhoek - Alma met de vlassen haren - Levensbloesem)
  - Deel IV (1973) (omvattend: Kerstvertellingen - De maanden - Beroering over het dorp - Heule - Avelgem - Ingooigem I en II - Kroniek van de familie Gezelle)
- Onze streek (1972) [= deel van “Herinneringen uit het verleden” in handschrift facsimile]
- Tien van Streuvels (1973) (omvattend: De bomen - Zonnebloemen [uit “Stille avonden”] - Groeikracht - Meimorgen [uit “Zomerland”] - Het woud - In ’t water - Avondrust [uit “Zonnetij”] - Jantje Verdure - Kinderzieltje [uit “Dorpsgeheimen II”] - Martje Maertens en de misdadige grafmaker [uit “Dorpsgeheimen” II 1e druk])
- Het einde. Zomerzondag (1978) [tekstuitgave en werkschrift, door J. van Meensel]
- In oorlogstijd[bk] (1979) [met nieuwe teksten aangevulde herdruk van het werk uit 1915-1916]
- Uit lust-met-de-penne (1982)
- De aanslag (1986) (omvattend: De aanslag - De werkman - Het leven en de dood in de ast)
- Nulla dies sine linea (1989) [uit het dagboek van Stijn Streuvels]
- In oorlogstijd. Deel 1. 1914. Uit het dagboek van Stijn Streuvels (2015) [bezorgd door Marcel De Smedt]
- Ingooigem. Herinneringen uit het Lijsternest (2021) (omvattend: Ingooigem I:1904-1904 - Ingooigem II: 1914-1940 - Nulla dies sine linea) [voorwoord: Jeroen Cornilly; nawoord: Leentje Vandemeulebroecke]

## Verfilming
Drie werken van Streuvels werden verfilmd:
- De teleurgang van de waterhoek onder de titel Mira (1971), verfilmd door Fons Rademakers, met in de hoofdrollen Willeke van Ammelrooy en Jan Decleir. De brugtaferelen werden opgenomen aan de oude draaibrug op de Durme te Hamme, sindsdien gekend als de Mirabrug.
- De Vlaschaard onder de titel Wenn die Sonne wieder scheint (1942-1943),
- Nogmaals De Vlaschaard (1983)
- De blijde dag

## Illustraties in de boeken van Streuvels
Stijn Streuvels hechtte veel belang aan de vormgeving van zijn boeken: typografie, papierkeuze en ook de illustraties.
Zo zijn Streuvels’ Reinaertbewerkingen geïllustreerd met een reeks tekeningen van de befaamde Vlaamse beeldend kunstenaar Gustave Van de Woestyne. Deze tekeningen zijn voor de eerste maal gebruikt in de Duimpjes-Reinaert (1909) in de reeks Duimpjesuitgaven van Victor De Lille. Als men de herdruk van 1926 en de uitgave van 1933 buiten beschouwing laat is de reeks nog in zes edities gebruikt. Een volledige bespreking van deze reeks prenten is te vinden in: De vos en het Lijsternest Jaarboek II van het Stijn Streuvelsgenootschap (Tielt, 1996).
Streuvels werkte zeventien jaar samen met de Brugse kunstenaar Jules Fonteyne, die tussen 1910 en 1927 voor hem een tiental boeken van illustraties en soms ook van vignetten voorzag. Daaronder: Het Kerstekind, De schoone en stichtelijke historie van Genoveva van Brabant, Vertelsels van ’t jaar nul en De drie koningen aan de kust. Beiden voerden hierover een levendige briefwisseling. Fonteyne tekende ook twee portretten van Streuvels, waarvan een afgedrukt werd in de jubileumuitgave van Lenteleven uit 1924.

## Literatuur

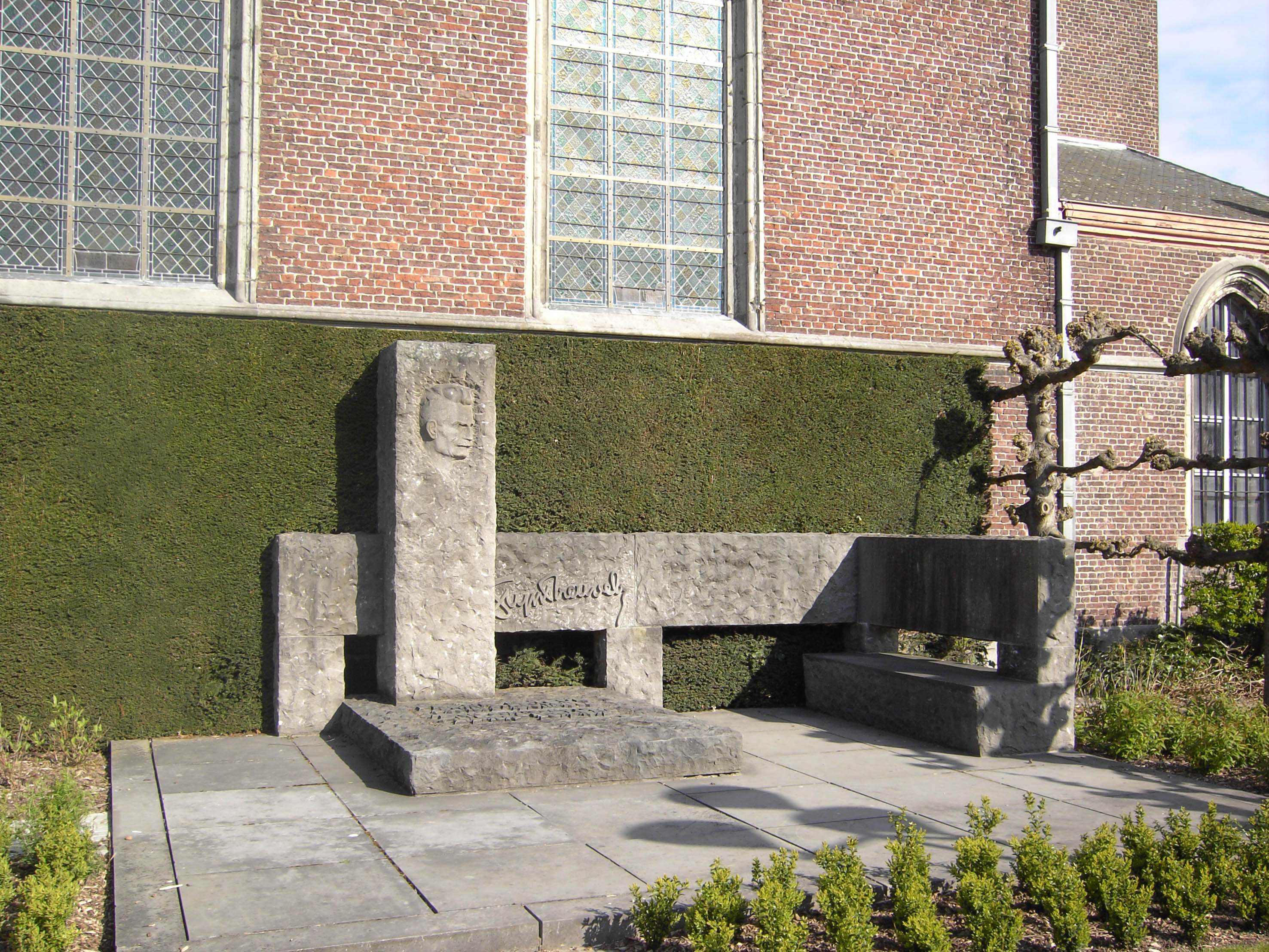
Het grafmonument van Stijn Streuvels in Ingooigem

### Stijn Streuvelsgenootschap
Van 1995 tot 2023 zijn achtentwintig afleveringen verschenen van het Jaarboek van het Stijn Streuvelsgenootschap, gepubliceerd door het genaamde genootschap, met talrijke artikelen gewijd aan de schrijver en zijn werk, als volgt:
- Deel I, Een tweede eeuw?, 1995.
- Deel II, De Vos en het Lijsternest, 1996.
- Deel III, Zoals ik u schreef, 1997.
- Deel IV, De huid van Mira, 1998.
- Deel V, Vrienden en wapenbroeders, 2000.
- Deel VI, Streuvels en zijn biografen, 2002.
- Deel VII, Ik was een versnoekte kwâjongen in mijn tijd, 2002.
- Deel VIII, Kerstwake, 2003.
- Deel IX, Levensbloesem, 2004.
- Deel X, Over Prutske van Stijn Streuvels, 2005.
- Deel XI, Over Jantje Verdure, 2006.
- Deel XII, Wie heet er u te slijten?. Over De Vlaschaard van Stijn Streuvels, 2007.
- Deel XIII, Een wijf is een wijf. Over mannen en vrouwen bij Stijn Streuvels, 2008.
- Deel XIV, Voor altijd onder de ogen: Streuvels en de beeldende kunsten, 2009.
- Deel XV, Stijn Streuvels en de Europese literatuur, 2010.
- Deel XVI, Stijn Streuvels en ‘Heule’, 2011.
- Deel XVII, Stijn Streuvels en ‘Avelghem’, 2012.
- Deel XVIII, Stijn Streuvels en ‘Ingoyghem’, 2013.
- Deel XIX, Stijn Streuvels als vertaler, 2014.
- Deel XX, Gedurig op den uitkijk. Stijn Streuvels en de Groote Oorlog, 2015.
- Deel XXI, Toon BREËS, Stijn Streuvels: een kritische en biografische synthese, 2016.
- Deel XXII, Jan Vindeveughel, peerdeknecht, 2017.
- Deel XXIII, Nu danst de zomer, 2018.
- Deel XXIV, Uitgelezen werk. Stijn Streuvels na vijftig jaar, 2018.
- Deel XXV, Een vreemde dag. Stijn Streuvels’ ‘De blijde dag’, 2019.
- Deel XXVI, Stijn Streuvels en het toneel, 2021.
- Deel XXVII, Stijn Streuvels 150 jaar. Een internationale auteur met universele thema's, 2022.
- Deel XXVIII, Het kind in het werk van Stijn Streuvels, 2023.

De redactie van de verschillende delen was in handen van:
- Piet Thomas (delen 1 tot 6), voor deel 2 ook Rik Van Daele
- Marcel De Smedt (delen 7 tot 12, 16 tot 28)
- Marcel De Smedt, Tom Sintobin, Johan De Smet, Hans Vandevoorde, Stijn van Clooster (delen 13 tot 15)

In samenwerking met de familie Van Mullem, bracht het Stijn Streuvelsgenootschap een herdenkingsplaat aan tegen de gevel van de pasteibakkerij Van Mullem in de Vlamingstraat Brugge, die er aan herinnert dat Streuvels er gedurende twintig maanden woonde en er als pasteibakker in de leer ging. De plaat werd op 24 juni 2023 plechtig onthuld.

## Biografen
André de Ridder, Filip De Pillecyn en André Demedts waren de eerste en belangrijkste Streuvelsbiografen, bij leven van Streuvels, tussen 1900 en 1970.
Na zijn dood verschenen talrijke bijdragen, zowel afzonderlijke (Albert Westerlinck, Luc Schepens, André Demedts, Ludo Simons enz.) als in de jaarboeken van het Stijn Streuvelsgenootschap, die de weg effenden naar een grondiger kennis van de auteur en zijn werk. In 2016 verscheen een monumentale kritische biografische synthese van de hand van Toon Breës.
Hedwig Speliers schreef een door Streuvels zelf gewaardeerd essay Een broertje dood aan Streuvels?, gepubliceerd in Wij, Galspuwers (1964). Hij vervolgde dit met:
- Omtrent Streuvels. Het einde van een myte. Een anti-essay (1968).
- in samenwerking met Georges Adé en Georges Wildemeersch (Universiteit Antwerpen), Afscheid van Streuvels (1971).
- Die verrekte gelijkhebber (1974).
- Album Stijn Streuvels, (1984), een fotobiografie.
- Dag Streuvels: Ik ken den weg alleen (1995).
- Als een oude Germaanse eik (1999).
- Met politiek bemoei ik mij niet (2003).

Vooral de laatste drie werken gaven aanleiding tot discussie en felle kritiek. Historici verweten Speliers "pamfletten" te schrijven waarin hij zonder aandacht voor chronologie of voor grondige en kritische informatie, de vooringenomen thesis uitwerkte als zou bij Streuvels een vroege "Duitsgezindheid" aanwezig zijn geweest, die tijdens de Eerste en Tweede Wereldoorlog evolueerde tot een fascistische en zelfs nazistische aanhang. De door vele critici onomstootbaar bewezen onjuistheden worden afdoend samengevat in Toon Breës’ Stijn Streuvels, Een kritische en biografische synthese. Van zijn geboorte tot vandaag (2016).